# 透堡镇
透堡镇是福建省福州市连江县下辖的一个镇，位于连江县东北部，东临罗源湾，面积25.1平方公里。下辖8个行政村。镇政府驻地在南街村。

## 行政区划
现辖：
北街村、西门村、南街村、陇柄村、塘里村、官读村、尖墩村和龙头村。